# Studia drugiego stopnia
Studia drugiego stopnia (dawniej: studia uzupełniające magisterskie) – forma kształcenia, na którą są przyjmowani kandydaci posiadający co najmniej kwalifikacje pierwszego stopnia, kończąca się uzyskaniem kwalifikacji drugiego stopnia. W Unii Europejskiej są one zgodne z zaleceniami deklaracji bolońskiej.
W Polsce nauka na studiach drugiego stopnia wymaga uprzedniego ukończenia co najmniej studiów pierwszego stopnia i trwa 3–5 semestrów. Studia te kończą się uzyskaniem tytułu zawodowego magistra, magistra inżyniera albo tytułu równorzędnego. Ich ukończenie jest wymagane do kontynuacji nauki w szkole doktorskiej (na studiach doktoranckich przed wejściem w życie Prawa o szkolnictwie wyższym i nauce).